# Gymnastique artistique aux Jeux olympiques d'été de 1992
Navigation
Séoul 1988 Atlanta 1996

## Résultats hommes

### Concours par équipes
| Médaille                            | Pays           | Points  |
| ----------------------------------- | -------------- | ------- |
| Médaille d'or, Jeux olympiques      | Équipe unifiée | 585,45  |
| Médaille d'argent, Jeux olympiques  | Chine          | 580,375 |
| Médaille de bronze, Jeux olympiques | Japon          | 578,25  |

### Concours général individuel
| Médaille                            | Nom             | Pays           | Points |
| ----------------------------------- | --------------- | -------------- | ------ |
| Médaille d'or, Jeux olympiques      | Vitaly Scherbo  | Équipe unifiée | 59,025 |
| Médaille d'argent, Jeux olympiques  | Grigory Misutin | Équipe unifiée | 58,925 |
| Médaille de bronze, Jeux olympiques | Valery Belenky  | Équipe unifiée | 58,925 |

### Finales par engins

#### Sol hommes
| Médaille                            | Nom             | Pays           | Points |
| ----------------------------------- | --------------- | -------------- | ------ |
| Médaille d'or, Jeux olympiques      | Li Xiaoshuang   | Chine          | 9,925  |
| Médaille d'argent, Jeux olympiques  | Yukio Iketani   | Japon          | 9,787  |
| Médaille d'argent, Jeux olympiques  | Grigory Misutin | Équipe unifiée | 9,787  |
| Médaille de bronze, Jeux olympiques | -               | -              |        |

#### Cheval d'arçons hommes
| Médaille                            | Nom            | Pays           | Points |
| ----------------------------------- | -------------- | -------------- | ------ |
| Médaille d'or, Jeux olympiques      | Vitaly Scherbo | Équipe unifiée | 9,925  |
| Médaille d'or, Jeux olympiques      | Pae Gil-su     | Corée du Nord  | 9,925  |
| Médaille d'argent, Jeux olympiques  | -              | -              |        |
| Médaille de bronze, Jeux olympiques | Andreas Wecker | Allemagne      | 9,887  |

#### Anneaux hommes
| Médaille                            | Nom            | Pays           | Points |
| ----------------------------------- | -------------- | -------------- | ------ |
| Médaille d'or, Jeux olympiques      | Vitaly Scherbo | Équipe unifiée | 9,937  |
| Médaille d'argent, Jeux olympiques  | Li Jing        | Chine          | 9,875  |
| Médaille de bronze, Jeux olympiques | Andreas Wecker | Allemagne      | 9,862  |
| Médaille de bronze, Jeux olympiques | Li Xiaoshuang  | Chine          | 9,862  |

#### Saut hommes
| Médaille                            | Nom             | Pays           | Points |
| ----------------------------------- | --------------- | -------------- | ------ |
| Médaille d'or, Jeux olympiques      | Vitaly Scherbo  | Équipe unifiée | 9,856  |
| Médaille d'argent, Jeux olympiques  | Grigory Misutin | Équipe unifiée | 9,781  |
| Médaille de bronze, Jeux olympiques | Yoo Ok-ryul     | Corée du Sud   | 9,762  |

#### Barres parallèles hommes
| Médaille                            | Nom                | Pays           | Points |
| ----------------------------------- | ------------------ | -------------- | ------ |
| Médaille d'or, Jeux olympiques      | Vitaly Scherbo     | Équipe unifiée | 9,9    |
| Médaille d'argent, Jeux olympiques  | Li Jing            | Chine          | 9,812  |
| Médaille de bronze, Jeux olympiques | Igor Korobchinsky  | Équipe unifiée | 9,80   |
| Médaille de bronze, Jeux olympiques | Guo Linyao         | Chine          | 9,80   |
| Médaille de bronze, Jeux olympiques | Masayuki Matsunaga | Japon          | 9,80   |

#### Barre fixe hommes
| Médaille                            | Nom             | Pays           | Points |
| ----------------------------------- | --------------- | -------------- | ------ |
| Médaille d'or, Jeux olympiques      | Trent Dimas     | États-Unis     | 9,875  |
| Médaille d'argent, Jeux olympiques  | Andreas Wecker  | Allemagne      | 9,837  |
| Médaille d'argent, Jeux olympiques  | Grigory Misutin | Équipe unifiée | 9,837  |
| Médaille de bronze, Jeux olympiques | -               | -              |        |

## Résultats femmes

### Concours général par équipes femmes
| Médaille                            | Pays           | Points  |
| ----------------------------------- | -------------- | ------- |
| Médaille d'or, Jeux olympiques      | Équipe unifiée | 395,666 |
| Médaille d'argent, Jeux olympiques  | Roumanie       | 395,079 |
| Médaille de bronze, Jeux olympiques | États-Unis     | 394,704 |

### Concours général individuel femmes
| Médaille                            | Nom                | Pays           | Points |
| ----------------------------------- | ------------------ | -------------- | ------ |
| Médaille d'or, Jeux olympiques      | Tatiana Gutsu      | Équipe unifiée | 39,737 |
| Médaille d'argent, Jeux olympiques  | Shannon Miller     | États-Unis     | 39,725 |
| Médaille de bronze, Jeux olympiques | Lavinia Milosovici | Roumanie       | 39,687 |

### Finales par engins

#### Saut femmes
| Médaille                            | Nom                | Pays           | Points |
| ----------------------------------- | ------------------ | -------------- | ------ |
| Médaille d'or, Jeux olympiques      | Henrietta Ónodi    | Hongrie        | 9,925  |
| Médaille d'or, Jeux olympiques      | Lavinia Milosovici | Roumanie       | 9,925  |
| Médaille d'argent, Jeux olympiques  | -                  | -              |        |
| Médaille de bronze, Jeux olympiques | Tatiana Lysenko    | Équipe unifiée | 9,912  |

#### Barres asymétriques femmes
| Médaille                            | Nom            | Pays           | Points |
| ----------------------------------- | -------------- | -------------- | ------ |
| Médaille d'or, Jeux olympiques      | Lu Li          | Chine          | 10,00  |
| Médaille d'argent, Jeux olympiques  | Tatiana Gutsu  | Équipe unifiée | 9,975  |
| Médaille de bronze, Jeux olympiques | Shannon Miller | États-Unis     | 9,962  |

#### Poutre femmes
| Médaille                            | Nom             | Pays           | Points |
| ----------------------------------- | --------------- | -------------- | ------ |
| Médaille d'or, Jeux olympiques      | Tatiana Lysenko | Équipe unifiée | 9,975  |
| Médaille d'argent, Jeux olympiques  | Lu Li           | Chine          | 9,912  |
| Médaille d'argent, Jeux olympiques  | Shannon Miller  | États-Unis     | 9,912  |
| Médaille de bronze, Jeux olympiques | -               | -              |        |

#### Sol femmes
| Médaille                            | Nom                | Pays           | Points |
| ----------------------------------- | ------------------ | -------------- | ------ |
| Médaille d'or, Jeux olympiques      | Lavinia Milosovici | Roumanie       | 10,00  |
| Médaille d'argent, Jeux olympiques  | Henrietta Ónodi    | Hongrie        | 9,950  |
| Médaille de bronze, Jeux olympiques | Shannon Miller     | États-Unis     | 9,912  |
| Médaille de bronze, Jeux olympiques | Cristina Bontas    | Roumanie       | 9,912  |
| Médaille de bronze, Jeux olympiques | Tatiana Gutsu      | Équipe unifiée | 9,912  |

## Tableau des médailles

### Hommes
| Rang  | Nation         | Or | Argent | Bronze | Total |
| ----- | -------------- | -- | ------ | ------ | ----- |
| 1     | Équipe unifiée | 6  | 4      | 2      | 12    |
| 2     | Chine          | 1  | 3      | 2      | 6     |
| 3     | Corée du Nord  | 1  | 0      | 0      | 1     |
| 3     | États-Unis     | 1  | 0      | 0      | 1     |
| 5     | Allemagne      | 0  | 1      | 2      | 3     |
| 5     | Japon          | 0  | 1      | 2      | 3     |
| 7     | Corée du Sud   | 0  | 0      | 1      | 1     |
| Total | Total          | 9  | 9      | 9      | 27    |

### Femmes
| Rang  | Nation         | Or | Argent | Bronze | Total |
| ----- | -------------- | -- | ------ | ------ | ----- |
| 1     | Équipe unifiée | 3  | 1      | 2      | 6     |
| 2     | Roumanie       | 2  | 1      | 2      | 5     |
| 3     | Chine          | 1  | 1      | 0      | 2     |
| 3     | Hongrie        | 1  | 1      | 0      | 2     |
| 5     | États-Unis     | 0  | 2      | 3      | 5     |
| Total | Total          | 7  | 6      | 7      | 20    |

### Confondu
| Rang  | Nation         | Or | Argent | Bronze | Total |
| ----- | -------------- | -- | ------ | ------ | ----- |
| 1     | Équipe unifiée | 9  | 5      | 4      | 18    |
| 2     | Chine          | 2  | 4      | 2      | 8     |
| 3     | Roumanie       | 2  | 1      | 2      | 5     |
| 4     | États-Unis     | 1  | 2      | 3      | 6     |
| 5     | Hongrie        | 1  | 1      | 0      | 2     |
| 6     | Corée du Nord  | 1  | 0      | 0      | 1     |
| 7     | Allemagne      | 0  | 1      | 2      | 3     |
| 7     | Japon          | 0  | 1      | 2      | 3     |
| 9     | Corée du Sud   | 0  | 0      | 1      | 1     |
| Total | Total          | 16 | 15     | 16     | 47    |